# Хејз (Канзас)
Хејз (енгл. Hays) град је у америчкој савезној држави Канзас.

## Демографија
По попису из 2010. године број становника је 20.510, што је 497 (2,5%) становника више него 2000. године.
| Група             | 2000.          | 2010.          |
| Белци             | 18.885 (94,4%) | 18.596 (90,7%) |
| Афроамериканци    | 159 (0,8%)     | 227 (1,1%)     |
| Азијати           | 219 (1,1%)     | 377 (1,8%)     |
| Хиспаноамериканци | 527 (2,6%)     | 963 (4,7%)     |
| Укупно            | 20.013         | 20.510         |